# Reichsgau Tirol-Vorarlberg
Il Reichsgau Tirol-Vorarlberg fu una divisione amministrativa del partito nazista, e conseguentemente della Germania, composta dai vecchi lander austriaci del Vorarlberg e del Tirolo Settentrionale, con l'esclusione quindi di quello orientale. Il Reichsgau fu istituito immediatamente dopo l'Anschluss del 1938 e durò fino al crollo del nazismo nel 1945. Per tutti i sette anni della sua esistenza, fu affidato al gauleiter Franz Hofer.
Nel 1943, in seguito alla capitolazione italiana e all'occupazione nazista del Nord Italia, al Reichsgau furono politicamente incorporati i territori dell'OZAV, ossia le attuali province autonome di Trento e Bolzano e la provincia di Belluno, divenendo di fatto parte del Terzo Reich.